# Rue de la Trinité (Laval)
Pour les articles homonymes, voir Rue de la Trinité.
 (novembre 2024).
Si vous disposez d'ouvrages ou d'articles de référence ou si vous connaissez des sites web de qualité traitant du thème abordé ici, merci de compléter l'article en donnant les références utiles à sa vérifiabilité et en les liant à la section « Notes et références ».
La rue de la Trinité est une voie du centre-ville de la commune française de Laval,.

## Situation et accès
Elle relie la rue du Pin-Doré et la rue Charles-Landelle.
Elle se trouve sur le même axe que la Grande rue et la rue Renaise. Cet axe correspond à la voie romaine Le Mans-Corseul, et c'était la principale artère de Laval au Moyen Âge.

## Origine du nom
Le nom de la rue fait référence à la cathédrale de la Sainte-Trinité, qui se trouve à son extrémité ouest.

## Historique
La rue de la Trinité s'étendait à l'origine jusqu'à l'angle de la rue Saint-André, longeant la façade nord de la cathédrale. Le percement de la rue Charles-Landelle en 1888 a toutefois entraîné le dégagement d'une place au nord de la cathédrale, et la rue de la Trinité s'est retrouvée coupée en deux. Sa partie la plus occidentale a donc été rattachée à la rue Renaise.

## Bâtiments remarquables et lieux de mémoire
- La Maison de Clermont, construite au XVIe siècle, qui servait de résidence urbaine aux abbés de Clermont.
- La rue compte d'autres maisons construites aux XVe et XVIe siècles, notamment aux numéros 14 et 18.